# لويس الثاني ملك المجر
الملك لويس الثاني (بالمجرية: II. Lajos magyar király) (1506-1526) ملك مملكة المجر وسلوفينيا وكرواتيا وبوهيميا، دام حُكمه عشر سنوات من 1516م وحتى مقتله على يد الجيوش العثمانية في معركة موهاكس عام 1526م هاربا من ساحة المعركة حيث غرق في المستنقعات تحت ثقل دروعه. تولى المُلك خلفا لأبيه الملك فلاديسلاف الثاني الذي وطَّد كل هذه الممالك تحت إمرة ملك واحد. وبعد مقتله آل أمر الممالك إلى حاكم الإمبراطورية الرومانية المقدسة فرديناند الأول.
اتخذ الملك فلاديسلاف الثاني في حياته خطوات لضمان انتقال سلس للخلافة من خلال ترتيب تتويج لويس الثاني؛ فتُوج لويس ملكًا للمجر في 4 يونيو 1508م في كاتدرائية سيكشفهيرفار، وعُقد تتويجه ملكًا على بوهيميا في 11 مارس 1509م في كاتدرائية القديس فيتوس في براغ.
بعد وفاة والده عام 1516م، اعتلى لويس الثاني وهو قاصر عرش المجر وكرواتيا. في عام 1515م تبنى الإمبراطور الروماني المقدس ماكسيميليان الأول لويس، وبعد وفاة ماكسيميليان نشأ لويس على يد الوصي القانوني له وهو ابن عمه "جرجس براندنبورغ" (بالمجرية: Brandenburgi György)، حاكم (مارغريف) براندنبورغ-أنسباخ (بالإنجليزية: Margrave of Brandenburg-Ansbach).
بعد تولي السلطان سليمان القانوني عرش الدولة العثمانية أرسل سفيراً إلى لويس الثاني لجمع الجزية السنوية التي كانت تدفعها المجر، إلا أن لويس الثاني رفض دفع الجزية وأعدم السفير العثماني وقطع رأسه وأرسله إلى السلطان. توقع لويس الثاني المساعدة من الولايات البابوية والدول المسيحية الأخرى وخاصة الإمبراطور الروماني المقدس شرلكان، ولكن لم يساعده أحد، وواجه الجيوش العثمانية وانهزم، وساهم هذا الحدث إلى تسريع سقوط المجر.

## وفاته
مات الملك لويس الثاني في معركة موهاكس عام 1526م، وليس من المؤكد بحسب المراجع متى قُتل الملك؛ ولكن كل ما هو معروف أنه على عكس البارونات والأساقفة في الصف الثاني الذين قُتلوا في ساحة المعركة، لم يسقط لويس الثاني ملك المجر في ساحة القتال بل مات هارباً وغرق في المستنقع فارّاً تحت ثقل دروعه.

عند كتابة تحركات الملك، يشير أسطفان بروداريتش إلى أن لويس الثاني لم يَعُد مع فرقته: «أنا متأكد من أنه اختفى من صفوفنا عندما بدأت مدافع العدو في إطلاق النار وبدأ الجناح الأيمن في الفرار».

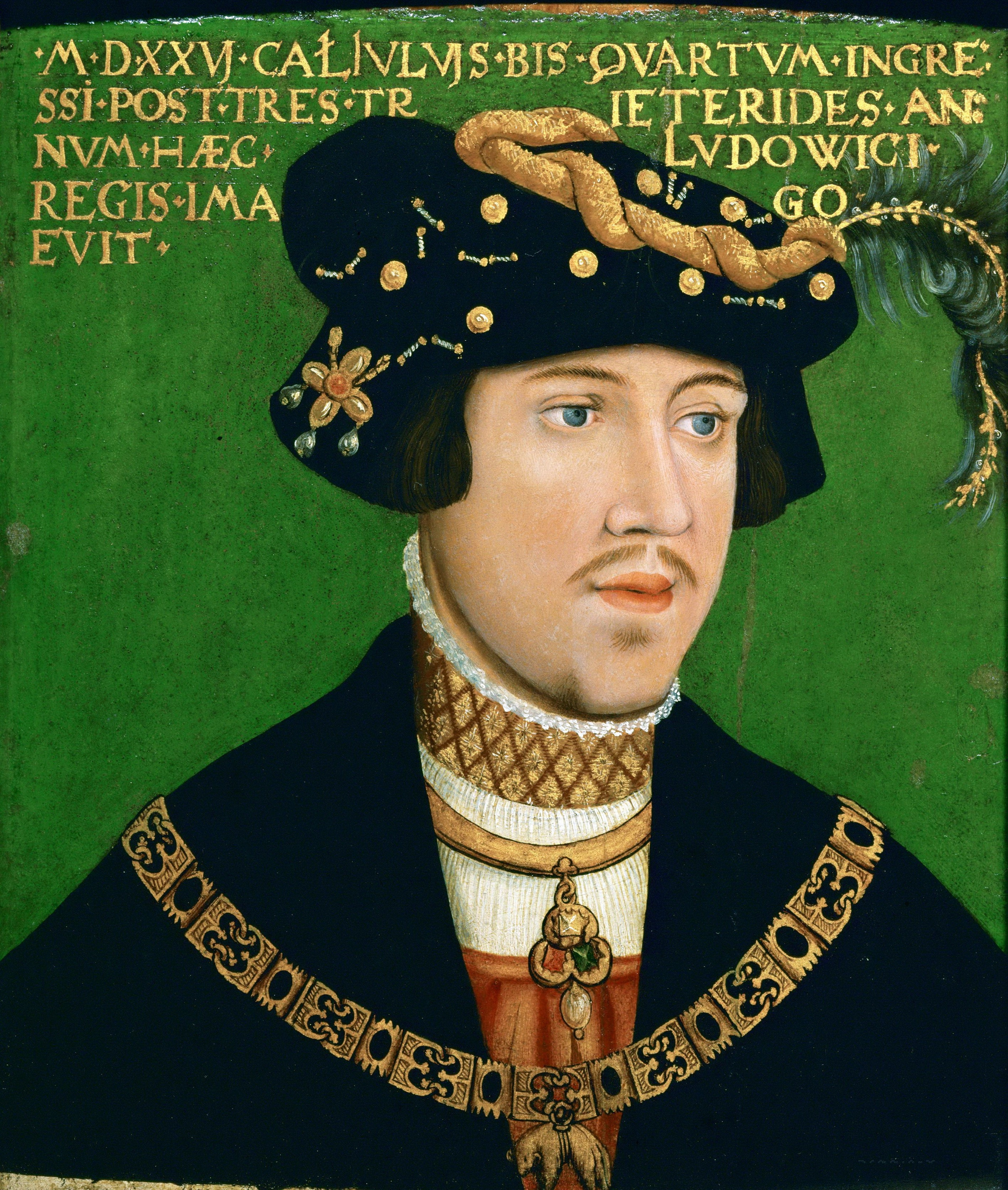
لويس الثاني ملك مملكة المجر وسلوفينيا وكرواتيا وبوهيميا،